# John Andersson (docent)
John Andersson, född i Stockholm 1938, död i mars 2013 i Vikarbyn, var en svensk civilekonom och teknologie doktor med fysik och produktionsstyrning som huvudämnen. Han var under några år adjungerad professor i Linköping och vid KTH.

## Tidiga år
Andersson växte upp i byn Västbjörka i Rättviks socken. Hans läsbegåvning visade sig redan i folkskolan, där hans blivande andra hustru Lisbeth Rydell Jax var en klasskamrat. Han tog examen som en i Mora gymnasiums första studentkull.

## Akademisk karriär
Efter gymnasiet började Andersson 1959 på KTH, teknisk fysik. Samtidigt verkade han som övningsassistent i fysik från 1962 och under flera år även efter det han blivit färdig civilingenjör. Bland hans årskurskamrater från KTH återfinns flera  notabla personer, där bland andra företagarna Gunnar Bergvall och Elon Ekman liksom han själv satsade vidare på Handelshögskolan i Stockholm. Redan innan även han var klar civilekonom, hade han siktet inställt på forskarutbildning och intresset knöts till KTH:s Institution för industriell ekonomi och organisation. Han specialiserade sig på produktionsstyrning och kom att bli medförfattare till ett par läroböcker. 1974 disputerade han med en avhandling om undersökning, syntes och förändring av industriföretagens produktionsstyrning och blev senare oavlönad docent vid institutionen.
Efter många år som lärare och forskare vid KTH gick Andersson till näringslivet,  en bakgrund som meriterade åter till högskolevärlden med sju år som adjungerad professor i Linköping liksom vid KTH under fyra år. Hans sista anställning före pension var som forskningsledare och prefekt vid Högskolan Dalarna.
Andersson drabbades av cancer, men fortsatte att lämna synpunkter på avhandlingsmanus vid KTH-institutionen ända fram till februari 2013.